# Kognitiv modellering
Kognitiv modellering är en del av kognitionsvetenskap och syftar till att förstå djurens beteenden, genom att bygga beräkningsmodeller 
(baserat på ett där ett artiﬁciellt neuralt nät (ANN eller på andra modelleringstekniker) används för att efterlikna en hjärnas processer och tillämpa den kognitiva modellens funktion.

En kognitiv modell jämför data som genereras ur ett ANN med psykologiska data för ändamålet att kunna förklara beteendeprocesser hos djur (främst människor). Sådana modeller samt definitioner av mänskliga beteenden är något forskare försökt strukturera ända sedan Aristoteles och Platons tid. Att dessa beteenden är grundade på slumpmässiga faktorer och hur serier av komplexa händelser uppfattas, har låtit många modeller som är byggda på sannolikhet och binära händelser skapas genom tiden. Dessa kan dock inte definieras som kognitiva modeller, då de inte integrerar med ANN utan är modellerade efter (mänskligt) analyserade händelser, och skall inte förväxlas med (modern) kognitiv modellering. Där är det datorprogram som analyserar likheter och skillnader mellan den kognitiva modellens värden och psykologiska data för att efterlikna ett specifikt beteende.

## Historia
Beteendemönster har länge intresserat forskare då de i många fall verkar sakna logisk förklaring och uppenbaras som mer eller mindre "spontana" reaktioner.  Kartläggningar av många kända fenomen och psykiska tillstånd som till exempel stress, depression eller anorexia har därför intresserat forskare länge (vilket inkluderar de grekiska som nämndes tidigare).
Det var först under mitten av 1900-talet som forskare, i samband med datorns framträdande, fick upp ögonen för kognitionsvetenskap ordentligt. Datorn sågs i allmänhet som "tänkande" vilket snabbt implementerade tankar om artificiell intelligens och mekaniska "människor i samhället. Utifrån dessa tankar började sedan näringsmän och forskare inom neurovetenskap, datavetenskap och psykologi utveckla teorier om avancerade modeller av humant (samt animalt) tänkande.

## Modern kognitiv modellering
Från och med 1970-talet till nutid har de kognitiva modellerna integrerats mer med teknologi, för att utveckla filosoferna, från antikens Greklands tankar om kognititionsvetenskap, till mer exakta definitioner av beteendet som undersöks i fråga. På samma sätt är målet i framtiden att uppnå den inversa funktionen – att få en dator att efterlikna ett mänskligt beteende för att utveckla den artificiella intelligensen.

### Fotnoter
1. ↑  Lieto, Antonio. ”Cognitive Design for Artificial Minds”. Routledge, Taylor & Francis. https://doi.org/10.4324/9781315460536. Läst 1 mars 2021.
2. 1 2  Szymanowski, Mårten. ”Kognitiv Modellering”. Linköpings Universitet. Arkiverad från originalet den 18 april 2013. https://web.archive.org/web/20130418073031/http://www.ida.liu.se/~TDDC72/proj/kogmod.pdf. Läst 26 maj 2014.
3. 1 2 3  Gärdenfors, Peter. ”Cognitive science: from computers to anthills as models of human thought”. Linköpings Universitet. Arkiverad från originalet den 24 september 2015. https://web.archive.org/web/20150924032732/http://www.ida.liu.se/~729G01/mtrl/computers_to_anthill.pdf. Läst 26 maj 2014.